# Simo (rodzaj)
Simo – rodzaj chrząszczy z rodziny ryjkowcowatych, podrodziny Entiminae i plemienia Peritelini.
Takson ten opisany został w 1821 roku przez Pierre’a F.M.A. Dejeana.
Chrząszcze o owalnym, rzadziej wydłużonym ciele długości od 2 do 8 mm. Większość ma ciało gęsto pokryte szarymi, brunatnymi lub słabo metalicznymi łuskami okrągłego kształtu. Wgłębienie na czułki jest krótkie i w całości z góry widoczne. Trzonek czułków jest zgrubiały od nasady. Tylnych skrzydeł brak. Uda niezbyt zgrubiałe, pozbawione ząbków. Pazurki niezrośnięte.
Rodzaj palearktyczny, głównie południowoeuropejski. W Polsce występują S. hirticornis i S. variegatus.
Należą tu gatunki:
- Simo astragali (Stierlin, 1861)
- Simo cremieri (Boheman, 1843)
- Simo grandis (Desbrochers, 1888)
- Simo hirticornis (Herbst, 1795)
- Simo ignoratus (A. Solari et F. Solari, 1922)
- Simo ottonis (Reitter, 1913)
- Simo planidorsis (Seidlitz, 1866)
- Simo platysomus (Seidlitz, 1866)
- Simo schoenherri (Boheman, 1843)
- Simo variegatus (Boheman, 1843)